# Basile Boli
Basile Boli (n. 2 ianuarie 1967) este un fost fotbalist francez.

## Statistici
| Franța | Franța  | Franța |
| An     | Meciuri | Goluri |
| ------ | ------- | ------ |
| 1986   | 4       | 0      |
| 1987   | 5       | 0      |
| 1988   | 7       | 0      |
| 1989   | 1       | 0      |
| 1990   | 8       | 1      |
| 1991   | 6       | 0      |
| 1992   | 11      | 0      |
| 1993   | 3       | 0      |
| Total  | 45      | 1      |